# Municipio de San Pedro del Gallo
El Municipio de San Pedro del Gallo es uno de los 39 municipios que conforman el estado mexicano de Durango, se ubica en la zona noroeste del territorio y su cabecera es el pueblo de San Pedro del Gallo.

## Geografía
San Pedro del Gallo se encuentra en la zona nororiental del estado de Durango, en la región intermedia entre el centro del estado y la Comarca Lagunera, sus límites son, al noroeste con el municipio de Hidalgo, al noreste con el municipio de Mapimí, al sureste con el municipio de Nazas, al sur con el municipio de San Luis del Cordero, al sureste con el municipio de Rodeo y al oeste con el municipio de Indé.
La extensión territorial de San Pedro del Gallo es de 2,008.3 km² que representan el 1.67% del total del territorio de Durango.

### Orografía e hidrografía
San Pedro del Gallo tiene un territorio que es mayoritariamente plano, aunque existen pequeñas serranías de escasa importancia que lo atraviesan en sentido norte-sur, la principal de ella es la Sierra del Rosario que se encuentra en el extremo occidental del territorio municipal, otras elevaciones son las serranías de Peñoles, el Volcán de los Berrendos y la sierra de Huachichiles.
No existen corrientes fluviales de importancia en el territorio, siendo la mayoría pequeños arroyos estacionales cuyas se unen al Arroyo de Naicha en el municipio vecino de San Luis del Cordero; el territorio de San Pedro del Gallo se divide en tres diferentes cuencas y en dos regiones hidrológicas, el noroeste del territorio pertenece a la Cuenca Arroyo La India-Laguna Palomas y a la Región hidrológica Mapimí, la zona noreste pertenece a la Cuenca río Nazas-Torreón y la mitad sur del territorio a la Cuenca río Nazas-Rodeo ambas pertenecientes a la Región hidrológica Nazas-Aguanaval.

### Clima y ecosistemas
El clima que se registra en San Pedro del Gallo se clafica en tres clases, la zona occidente del territorio tiene un clima Semiseco templado, una zona del centro y noreste del municipio registra clima Seco templado y finalmente la zona del sureste tiene un clima Semisco muy cálido y cálido; la temperatura media anual del sector sureste de San Pedro del Gallo es de 18 a 20 °C y en el resto del territorio es de 16 a 18 °C; la precipitación pluvial promedio anual de la zona occidente del territorio es de 400 a 500 mm, del extremo sureste de 200 a 300 mm y en el resto de la zona centro del municipio de 300 a 400 mm.
La flora del municipio se divide entre una amplia zona de pastizal en la mitad occidental y una de matorral en la zona oriental; las principales especies vegetales que se pueden encontrar en ellas son gobernadora, mezquite, lechuguilla, ocotillo y otras más: además en pequeñas zonas del sureste se dedican a la agricultura; así mismo las principales especies animales son puma, gato montés, ardilla, jabalí, coyote, serpientes, liebre, correcaminos, y varios más.

## Demografía
La población de San Pedro del Gallo según el Censo de Población y Vivienda de 2010 llevado a cabo por el Instituto Nacional de Estadística y Geografía es de un total de 1 709 habitantes, de estos 875 son hombres y 834 son mujeres.

### Localidades
En el censo de 2020 el municipio de San Pedro del Gallo contaba con 23 localidades.
| Código INEGI    | Localidad                | Población (2020) |
| --------------- | ------------------------ | ---------------- |
| 100300001       | San Pedro del Gallo      | 576              |
| 100300009       | El Casco                 | 241              |
| 100300012       | Cuba                     | 189              |
| 100300005       | Boquilla de Gerardo      | 176              |
| 100300032       | Santo Domingo            | 175              |
| 100300024       | Peñoles                  | 86               |
| 100300011       | Cinco de Mayo            | 66               |
| 100300002       | Los Ángeles              | 64               |
| 100300036       | Apantita                 | 16               |
| 100300058       | Santa Anita              | 6                |
| 100300023       | La Jarita                | 5                |
| 100300075       | Las Laborcitas de Arriba | 5                |
| 100300055       | Puerto el Casco          | 4                |
| 100300112       | La Linterna              | 4                |
| 100300021       | Monte Grande             | 3                |
| 100300084       | Rancho Dury              | 3                |
| 100300109       | San Juan de Naycha       | 3                |
| 100300113       | El Venadito              | 3                |
| 100300006       | Boquilla de Mimbres      | 2                |
| 100300022       | El Papalote              | 2                |
| 100300046       | Loma Blanca              | 2                |
| 100300063       | Terreritos               | 1                |
| 100300106       | Enrique las Lagunitas    | 1                |
| Total municipal | Total municipal          | 1 633            |

## Política
El gobierno del municipio es ejercido por el Ayuntamiento, este está conformado por el presidente municipal, el Síndico y el cabildo, integrado a su vez por siete regidores, de los cuales cuatro son electos por mayoría relativa y tres por representación proporcional; el Ayuntamiento es electo mediante planilla para un periodo de tres años, y no es renovable para le periodo inmediato, pero si de manera no continua, entra a ejercer su periodo el día 1 de septiembre del año de la elección.

### Representación legislativa
Para la elección de diputados federales a la Cámara de Diputados de México y de diputados locales al Congreso de Durango, el municipio de Indé se encuentra integrado en los siguientes distritos electorales:
Local:
- XV Distrito Electoral Local de Durango con cabecera en Cuencamé.[13]

Federal:
- III Distrito Electoral Federal de Durango con cabecera en la ciudad de Guadalupe Victoria.[14]